# Musée ninja Iga-ryū

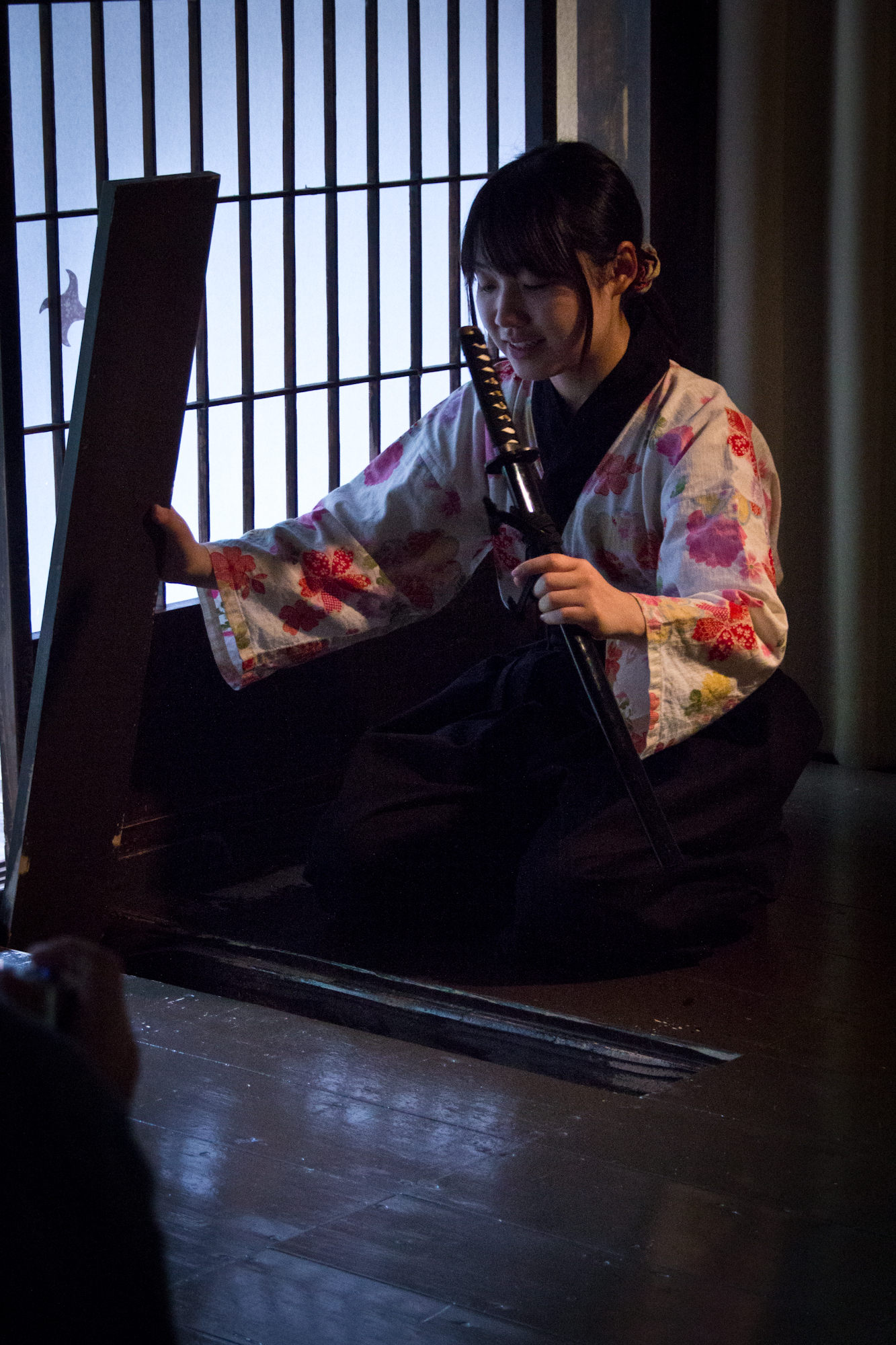
Reconstitution historique au musée.

Le musée ninja Iga-ryū (伊賀流忍者博物館, Iga-ryū Ninja Hakubutsukan) est situé à Iga dans la préfecture de Mie au Japon. Ouvert en 1964 et localisé près du château d'Iga Ueno, il est consacré à l'histoire des ninjas et du ninjutsu. Jinichi Kawakami, qui fut directeur honoraire du musée, est le 21e chef du ninjutsu Iga-ryū.
La collection du musée comprend des anciens écrits détaillant l'art du ninjutsu, en plus de diverses armes ninjas. Le musée utilise des maquettes, des reconstitutions et des films pour présenter l'armement et les techniques employés par les ninjas. Plus de 400 objets ninjas sont exposés, dont des shurikens historiques qui furent réellement utilisés autrefois. Le musée comprend également un village témoin que l'on peut visiter et assister à des reconstitutions en costumes.
Une version virtuelle existe également sur Second Life.
Dans la nuit du 16 au 17 août 2020, le musée est victime d'un cambriolage. Tôt le matin, alors qu'il n'y a encore personne, son entrée est forcée à l'aide d'un pied-de-biche et son coffre-fort (pesant pourtant 150 kg !) est emporté, un vol très planifié qui n'aurait duré que 3 minutes. D'après les propriétaires, le coffre-fort contenait un million de yens, soit environ 8 000 €, la recette du week-end qui venait de se terminer. Le bâtiment est plutôt propice à ce genre d'effraction car il est très isolé et situé en plein milieu d'une forêt. Les caméras de sécurité du musée montrent une voiture arrivant vers le bâtiment, la nuit du cambriolage, un homme sortir du côté passager et tourner la caméra vers le sol.